# Mistrzostwa Rumunii w rugby union (1936)
Mistrzostwa Rumunii w rugby union 1936 – dwudzieste pierwsze mistrzostwa Rumunii w rugby union.
Rozgrywki w Divizia Onoare po dziewięciu latach ponownie zakończyli sukcesem zawodnicy TCR București.
W roku następnym zawody o mistrzostwo kraju nie odbyły się.